# Erika Santoro
Erika Santoro (Ravenna, 3 settembre 1999) è una calciatrice italiana, difensore del Sassuolo.

## Carriera

### Club
Erika Santoro all'età di 14 anni gioca in Serie B, secondo livello del campionato italiano femminile di calcio, indossando la maglia biancorossa del San Zaccaria, società dell'omonima frazione del comune ravennate, centrando al termine della stagione 2013-2014 la promozione in Serie A, prima volta in carriera per lei e la società.
Fa il suo debutto nella massima serie il 10 gennaio 2015, nella partita pareggiata fuori casa per 0-0 con le baresi del Pink Sport Time, sostituendo al 73' Giorgia Galletti partita titolare, e riesce ad andare a segno per la prima volta con la capolista AGSM Verona due settimane più tardi per il pareggio temporaneo al 17'. Anche grazie al suo apporto la stagione regolare termina con la conquista del nono posto in campionato il quale, per il regolamento introdotto in quella stagione, permette di giocarsi la definitiva salvezza ai play-off, nella partita secca contro la Riviera di Romagna e vinta per 2-1.
Santoro rinnova l'accordo con la società ravennate anche per la stagione 2015-2016, contribuendo al raggiungimento del sesto posto in Serie A e gli ottavi di Coppa Italia, e nella successiva.
Nella stagione 2016-2017 Santoro si aggiudica un posto da titolare nella rosa del San Zaccaria, destreggiandosi fra le compagne viene chiamata nella Nazionale U19 del tecnico Enrico Sbardella. Il San Zaccaria a fine della stagione si conquista l'ottavo posto nella classifica del campionato di Serie A, giocandosi uno scontro salvezza contro il Como 2000, vinta 3-0 in casa.
Durante il calciomercato estivo 2017 Santoro si trasferisce al Pink Sport Time appena ritornata in Serie A per integrare il reparto difensivo della società barese per la stagione entrante. Rimane legata alla società per due stagioni, entrambe difficili, con la prima che termina al decimo posto in campionato e guadagna la salvezza solo dopo lo spareggio con la sua precedente squadra, e la successiva che vede la Pink Sport Time incapace da sollevarsi dalla parte bassa della classifica, concludendo all'undicesimo posto in campionato e venendo così retrocessa.
Nell'estate del 2019 trova un accordo con il Sassuolo, disputando in neroverde le tre stagioni di Serie A successive, realizzando 51 presenze e 3 reti tra campionato, Coppa Italia e Supercoppa italiana.
Passa a titolo definitivo al Parma nel 2022, restandovi una sola stagione, per poi tornare al Sassuolo per l'annata 2023-2024.
Il 18 luglio 2024, Santoro passa a titolo definitivo al Betis, nella massima serie spagnola, con cui firma un contratto biennale. Debutta con il club andaluso il 7 settembre seguente, subentrando a María Ruiz al 73' dell'incontro di campionato con l'Eibar, perso per 2-0.
Il 17 gennaio 2025, viene ceduta in prestito fino al termine della stagione al Napoli, di nuovo in Serie A. Il 25 luglio dello stesso anno, fa ritorno al Sassuolo per la terza volta in carriera, firmando un contratto annuale.

### Nazionale
Nel gennaio 2015 ha la sua prima convocazione al Centro tecnico federale Luigi Ridolfi di Coverciano venendo inserita dal tecnico Enrico Sbardella nella formazione Under-17 che partecipa alla qualificazioni all'edizione 2015 del campionato europeo di categoria. Con le Azzurrine fa il suo debutto nel torneo il 14 aprile 2015, nella partita valida per la Fase Élite in cui l'Italia viene superata con un netto 0-5 dalle pari età della Germania.
Viene convocata anche la stagione successiva su iniziativa della nuova selezionatrice delle U-17 Rita Guarino che la inserisce in rosa nella formazione che partecipa alle qualificazioni all'edizione 2016 del campionato europeo, scendendo in campo in tutti i sei incontri disputati e venendo confermata per la fase finale.
Nel 2016 Sbardella, diventato responsabile della Under-19, la convoca per la prima fase di qualificazione all'Europeo di Irlanda del Nord 2017. Il tecnico la impiega solo nella prima fase, dove scende in campo nelle tre partite disputate nel 2016 e dove segna la sua prima rete con le Azzurrine U-19 nell'incontro del 20 ottobre al FFM Training Centre di Skopje, siglando il gol del parziale 3-0 sulle avversarie della Macedonia, incontro poi terminato 4-0. Sabrdella la inserisce anche nella rosa delle giocatrici che affrontano l'edizione 2017 del Torneo di La Manga., ma non in quella delle ragazze in partenza per il torneo nordirlandese.
In seguito Sbardella la convoca anche per le successive qualificazioni all'Europeo di Svizzera 2018, dove la impiega in tutti i sei incontri disputati dalla sua nazionale nelle due fasi, marcando la sua seconda rete in U-19 il 19 ottobre 2017, quella che al 15' porta il risultato sul parziale di 3-0 sulle Fær Øer, poi vinto per 9-0. Ottenuto l'accesso alla fase finale dopo il primo posto nel gruppo 7 della fase élite, viene questa volta inserita dal tecnico nella rosa della squadra che, inserita nel gruppo B, non riesce a trovare la necessaria competitività perdendo tutti i tre incontri con Germania, Danimarca e Paesi Bassi e venendo eliminata già alla fase a gironi.
Superati i limiti d'età, nel settembre 2018 il tecnico Jacopo Leandri la convoca per il primo raduno stagionale in Under-23, formazione dove debutta il 9 aprile 2019 nell'incontro vinto sulle pari età degli Stati Uniti.

## Statistiche

### Presenze e reti nei club
Statistiche aggiornate all'11 maggio 2025.
| Stagione               | Squadra                | Campionato             | Campionato | Campionato | Coppe nazionali | Coppe nazionali | Coppe nazionali | Coppe continentali | Coppe continentali | Coppe continentali | Altre coppe | Altre coppe | Altre coppe | Totale | Totale |
| Stagione               | Squadra                | Comp                   | Pres       | Reti       | Comp            | Pres            | Reti            | Comp               | Pres               | Reti               | Comp        | Pres        | Reti        | Pres   | Reti   |
| ---------------------- | ---------------------- | ---------------------- | ---------- | ---------- | --------------- | --------------- | --------------- | ------------------ | ------------------ | ------------------ | ----------- | ----------- | ----------- | ------ | ------ |
| 2012-2013              | San Zaccaria           | A2                     | ?          | ?          | CI              | ?               | ?               | -                  | -                  | -                  | -           | -           | -           | ?      | ?      |
| 2013-2014              | San Zaccaria           | B                      | 11         | ?          | CI              | ?               | ?               | -                  | -                  | -                  | -           | -           | -           | ?      | ?      |
| 2014-2015              | San Zaccaria           | A                      | 12         | 1          | CI              | ?               | 0               | -                  | -                  | -                  | -           | -           | -           | ?      | ?      |
| 2015-2016              | San Zaccaria           | A                      | 11         | 0          | CI              | 2               | 0               | -                  | -                  | -                  | -           | -           | -           | 13     | 0      |
| 2016-2017              | San Zaccaria           | A                      | 16+1       | 0          | CI              | 2               | 2               | -                  | -                  | -                  | -           | -           | -           | 19     | 2      |
| Totale San Zaccaria    | Totale San Zaccaria    | Totale San Zaccaria    | 51         | 1          |                 | 4+              | 2+              |                    | -                  | -                  |             | -           | -           | 55+    | 3+     |
| 2017-2018              | Pink Sport Time        | A                      | 9+2        | 0          | CI              | 3               | 0               | -                  | -                  | -                  | -           | -           | -           | 14     | 0      |
| 2018-2019              | Pink Sport Time        | A                      | 22         | 2          | CI              | 1               | 0               | -                  | -                  | -                  | -           | -           | -           | 23     | 2      |
| Totale Pink Sport Time | Totale Pink Sport Time | Totale Pink Sport Time | 33         | 2          |                 | 4               | 0               |                    | -                  | -                  |             | -           | -           | 37     | 2      |
| 2019-2020              | Sassuolo               | A                      | 4          | 0          | CI              | 0               | 0               | -                  | -                  | -                  | -           | -           | -           | 4      | 0      |
| 2020-2021              | Sassuolo               | A                      | 21         | 2          | CI              | 4               | 1               | -                  | -                  | -                  | -           | -           | -           | 25     | 3      |
| 2021-2022              | Sassuolo               | A                      | 19         | 0          | CI              | 2               | 0               | -                  | -                  | -                  | SI          | 1           | 0           | 22     | 0      |
| 2022-2023              | Parma                  | A                      | 23         | 0          | CI              | 2               | 0               | -                  | -                  | -                  | -           | -           | -           | 25     | 0      |
| 2023-2024              | Sassuolo               | A                      | 14         | 0          | CI              | 0               | 0               | -                  | -                  | -                  | -           | -           | -           | 14     | 0      |
| giu.-dic. 2024         | Betis                  | PD                     | 7          | 0          | CR              | 1               | 0               | -                  | -                  | -                  | -           | -           | -           | 8      | 0      |
| gen.-giu. 2025         | Napoli                 | A                      | 10         | 0          | CI              | 1               | 0               | -                  | -                  | -                  | -           | -           | -           | 11     | 0      |
| 2025-2026              | Sassuolo               | A                      | 0          | 0          | CI              | 0               | 0               | -                  | -                  | -                  | AWC         | -           | -           | 0      | 0      |
| Totale Sassuolo        | Totale Sassuolo        | Totale Sassuolo        | 44         | 2          |                 | 6               | 1               |                    | -                  | -                  |             | 1           | 0           | 51     | 3      |
| Totale carriera        | Totale carriera        | Totale carriera        | 183+       | 5+         | -               | 18+             | 3+              | -                  | -                  | -                  | -           | 1           | 0           | 202+   | 8+     |

## Palmarès
- Campionato italiano di Serie B: 1

San Zaccaria: 2013-2014